# Будинок Маразлі
Будинок Маразлі — будинок палацового типу XIX ст. в Одесі на розі вулиць Італійської і Дерибасівської.

## Довідка про Григорія Григоровича Маразлі
Григорій Григорович Маразлі (1831—1907) — син Григорія Івановича Маразлі (1780—1853), грека-комерсанта, що оселився в Одесі. Статки родини надали можливість навчати сина в престижному на той час Рішельєвському ліцеї, де навчались діти одеських дворян. По закінченні ліцею працював в адміністрації графа М. С. Воронцова, а після переїзду до Петербурга в Міністерстві внутрішніх справ та інших державних установах імперії. Він став державним сановником, коли 1866 року остаточно оселився в Одесі. Був в Одесі членом міської думи, а потім членом міської управи. У період 1878—1895 рр. обіймав посаду міського голови.
Приділяв чимало зусиль для благоустрою та розбудови портового міста, ставши справжнім нащадком державницької діяльності градоначальника Рішельє. За роки його керівництва в Одесі були вібудовані училища, численні храми, лікарні, прихистки для убогих, закладений Олекандрівський парк, почали діяти лінія конки та паровий трамвай. Він же сприяв будівництву в місті нового оперного театру на місці пошкодженого пожежею первісного театру часів Тома де Томона.

## Історія
Автор первісного проекту невідомий. Він був вибудований з ракушняка і надлежав купцю 1 гільдії Василю Спіро-Ксенісу. У нього в грудні 1822 року будинок придбав комерсант Г. І. Маразлі, грек переселенець з Болгарії, котра тоді як провінція належала Туреччини. 1826 року він звернувся до Будівельного комітету Одеси для отримання свідоцтва на право власності житловим будинком у військовому форштадті в третьому кварталі під номерами 13 та 14. Свідоцтво на право власності було отримано після інспекції архітектора Франческо Боффо. Будинок на вулиці Пушкінській, 4, по смерті Г. І. Маразлі перейшов у спадок до його сина Г. Г. Маразлі. В черні 1856 року новий володар звернувся до Одеського будівельного комітету за дозволом на перебудову. Проект перебудов виконав одеський ахітектор Людвиг Оттон. Перебудови виконані в період 1856—1857 рр.
Під час перебудов зруйнувли мезонін, будинок став двоповерховим, наново потинькували фасади в стилістиці неоренесансу. В центрі головного фасаду створили новий парадний вхід. Були закладені відкриті галереї внутрішного дворика, котрі перетворили на нові кімнати, додана напівротонда — ознака престижного житла багатіїв Одеси. Були створені нові інтер'єри, створені печі, ліплений декор і паркети.
1889 року будинок-палац перейшов у склад майората Г. Г. Маразлі за наказом російського імператора. По смерті Г. Г. Маралі 1907 року будинок успадкував барон Г. В. Фредерікс, онук його сестри. Він же був володарем майна до 1917 року.

## У підрадянський період
1920 року колишній будинок Г. Г. Маразлі був націоналізований більшовицькою владою. Палацову споруду передавали то під протитуберкульозний диспансер, то під диспансер онкологічний. Згодом споруду передали під Одеське медичне училище № 2.